# Oli London
Oli London (Londres, 14 de enero de 1990) es un youtuber, cantante y personalidad de internet británico. London es conocido por sus múltiples procedimientos de cirugía plástica étnica intentando parecerse a Jimin, miembro del grupo surcoreano BTS. En 2022, anunció que ya no se sometería a operaciones quirúrgicas y que se había convertido al cristianismo, con planes para recibir el bautismo en la Iglesia católica.

## Primeros años
Nació el 14 de enero de 1990. Su padre es diseñador de interiores y su madre es ama de casa.
El interés de London por la cultura surcoreana comenzó después de mudarse a Seúl en 2013 para enseñar inglés durante un año. El socio de London, un coreano, le enseñó muchas frases coreanas; pero según London, olvidó casi todo lo que le enseñaron debido a su mala memoria. También comenzó a investigar la cultura de Corea del Sur y se familiarizó con muchos grupos de música del país. Se interesó particularmente en BTS y comenzó a idolatrar al popular miembro Jimin.
El mismo año, London comenzó a someterse a cirugías diseñadas para hacer que su rostro se pareciera al mencionado cantante. Sobre el rostro de Jimin, declaró: "Obviamente, ha cambiado a lo largo de los años. Pero tiene una cara de bebé muy redonda y linda, los ojos más hermosos, su sonrisa, todo sobre él".

## Carrera

### Televisión
La carrera televisiva de London se compone únicamente de apariciones especiales, todas las cuales se centran predominantemente en sus cirugías. Comenzó a atraer la atención de los medios después de aparecer en un episodio de 2018 de la serie documental de Barcroft TV Hooked On The Look, que presentaba su proceso de múltiples cirugías para parecerse a Jimin.

### Música
En 2019, London comenzó su carrera en el K-pop con el lanzamiento del sencillo «Perfection», una canción bilingüe inglés-coreano que gira en torno a la euforia que sintió después de someterse a sus cirugías; recibió críticas negativas de los críticos musicales por su excesivo autoajuste.
En 2020, lanzó una canción navideña llamada «Navidad en Corea». Al igual que su otra canción, recibió una reacción negativa al ser tildada de Racismo.

## Vida personal
Se describe a sí mismo como alguien con "una personalidad obsesiva e impulsiva". Practica hablar coreano con un profesor privado todas las semanas. Salió con la actriz pornográfica francesa Angelique Morgan. London ha hablado de sus malas relaciones con familiares y amigos y las opiniones negativas de la sociedad hacia él debido a su identidad racial. Esto eventualmente significó que tuvo dificultades para encontrar una relación romántica y lo hizo volverse solitario.
London ha sido un partidario de la organización Black Lives Matter y defensor de los derechos LGBT y de las mujeres.

### Religión
London es un ex-ateo. Ha criticado las doctrinas islámicas de los códigos de vestimenta femenina. En noviembre de 2022, anunció su conversión al cristianismo y su intención de ser bautizado en la Iglesia Católica.

### Identidad transracial
Aunque es de ascendencia británica blanca, London se ha identificado como surcoreano. Su autoidentificación atrajo la atención mundial y provocó un debate sobre la validez de ser transracial en comparación con ser transgénero. La revista Sandra Song of Paper lo acusó de «fetichizar» la cultura de Corea del Sur, calificando lo que había hecho como "increíblemente ofensivo, especialmente porque trivializa nuestras identidades porque de repente están de moda". London recibió amenazas de muerte en Internet por ser transracial, pero defendió y aclaró que su intención es únicamente apreciar la cultura. Otros mostraron su apoyo, como La activista estadounidense Rachel Dolezal, quien en su momento también generó controversia debido a su identidad racial.

### Sexualidad
London se había declarado como una persona no binaria durante el Mes del Orgullo de 2021 y anunció que usaba los pronombres they/them. Sin embargo, a mediados de 2022, se declaró como una mujer trans de género fluido y anunció planes para someterse a más cirugías para parecerse a Rosé, miembro de Blackpink.
En octubre de 2022, le dijo a E! News que estaba haciendo una detransición, diciendo que quería "volver a ser [su] yo original: un hombre biológico", y actualizó su biografía de Instagram para indicar que sus pronombres son he/him. En 2023 publicó su libro Gender Madness.

### Cirugías plásticas
En marzo de 2022, anunció planes para cirugías de reducción de pene, afirmando que "en Corea, el pene [promedio] mide como 3,5 pulgadas [...] La gente dice: 'Oh, no puedes ser coreano. No eres 100 por ciento coreano', y solo quiero ser 100 por ciento coreano. Incluso me haría una reducción de pene, así que soy, como, el promedio coreano". Esta declaración le trajo críticas por promover estereotipos de los varones de Asia oriental.
En el momento de su detransición en octubre de 2022, London se había sometido hasta 32 cirugías, incluidas seis operaciones de nariz, una cirugía ocular, un estiramiento facial, un estiramiento de cejas, un estiramiento de sien, un procedimiento dental e inyecciones para blanquear la piel. Afirmó que planeaba dejar de someterse a más cirugías, a las que dijo que "se había sometido en [su] búsqueda obsesiva de la perfección".